# Compsocryptus calipterus
Compsocryptus calipterus là một loài tò vò trong họ Ichneumonidae.